# آرتور لوبین
آرتور لوبین (انگلیسی: Arthur Lubin؛ ۲۵ ژوئیهٔ ۱۸۹۸ – ۱۲ مهٔ ۱۹۹۵) کارگردان و تهیه‌کننده اهل ایالات متحده آمریکا بود. از آثار او می‌توان به شبح اپرا اشاره نمود.

## گزیده فیلم‌شناسی
- فرار از زندان (۱۹۳۸)
- شبح اپرا (۱۹۴۳)
- نیواورلئان (۱۹۴۷)
- جفتک‌زنی در ژاپن (۱۹۵۷)